# Austríacos
Os austríacos (em alemão:  Österreicher, pronunciado [ˈøːstəʁaɪ̯çɐ]) são uma nação e grupo étnico germânico. São nativos da atual Áustria e Tirol do Sul e compartilham uma cultura austríaca, parentesco austríaco e história austríaca. O termo austríacos foi aplicado para a população do Arquiducado da Áustria nos séculos XVII e XVIII. Subsequentemente, durante o século XIX, referiu-se aos cidadãos do Império Austríaco (1804—1867), e de 1867 a 1918 aos cidadãos da Cisleitânia. Em sentido mais restrito, o termo Áustria referia-se originalmente à histórica Marca da Áustria, correspondendo de modo geral à Bacia de Viena no que é atualmente a Baixa Áustria.
Historicamente, os austríacos eram considerados alemães étnicos e se viam como tal. A Áustria fazia parte do Sacro Império Romano-Germânico e da Confederação Germânica até a Guerra Austro-Prussiana em 1866, que resultou na expulsão pela Prússia da Áustria da Confederação. Assim, quando a Alemanha foi fundada como um estado-nação em 1871, a Áustria não fazia parte dela. Em 1867 a Áustria foi reformada no Império Austro-Húngaro. Após o colapso do Império Austro-Húngaro em 1918 no final da Primeira Guerra Mundial, a Áustria foi reduzida a um estado remanescente e adotou e usou brevemente o nome de Áustria Alemã (em alemão:  Republik Deutschösterreich) em uma tentativa de união com a República da Alemanha, mas foi proibida devido ao Tratado de Saint-Germain-en-Laye. A Primeira República Austríaca foi fundada em 1919. O Terceiro Reich anexou a Áustria no Anschluss em 1938.